# Vindication Island
Vindication Island är en ö i Sydgeorgien och Sydsandwichöarna (Storbritannien). Den ligger i den östra delen av Sydgeorgien och Sydsandwichöarna. Arean är 5,0 kvadratkilometer. 